# Piet Kruiver
Piet Kruiver (Koog aan de Zaan, 5 gennaio 1938 – Amsterdam, 18 marzo 1989) è stato un calciatore olandese che ha giocato come attaccante.

## Carriera

Piet Kruiver accosciato terzo da sinistra, al Lanerossi Vicenza nella Serie A 1961-1962.

Cresciuto nella formazione olandese del KFC, nel 1957 avviene il suo debutto in Eredivisie con la maglia del PSV con cui milita per quattro stagioni.
Nel 1961 si trasferisce in Italia, al Lanerossi Vicenza, con cui gioca 17 partite, condite da un gol, e per le numerose occasioni sbagliate viene soprannominato dai tifosi biancorossi Pietà.
Rientrato nei Paesi Bassi, viene ingaggiato dal Feyenoord, con cui vince uno Scudetto (1964), una KNVB beker (1969), e il titolo di capocannoniere del campionato 1965-1966 chiuso con 23 gol.
Si trasferisce quindi al DWS dove chiude la carriera.
Con la nazionale olandese vanta 22 presenze e 12 gol.

## Palmarès
- Campionato olandese: 1

Feyenoord: 1963-1964
- Coppa dei Paesi Bassi: 1

DWS: 1968-1969